# Diatenes costalis
Diatenes costalis är en fjärilsart som beskrevs av Walker 1867. Diatenes costalis ingår i släktet Diatenes och familjen nattflyn. Inga underarter finns listade i Catalogue of Life.